# روي كالندر
روي كالندر (بالإنجليزية: Roy Callender)‏ هو مصارع هاوي باربادوسي، ولد في 31 أكتوبر 1944 في باربادوس.

## روابط خارجية
- روي كالندر على موقع IMDb (الإنجليزية)
- روي كالندر على موقع قاعدة بيانات الفيلم (الإنجليزية)